# Шурабаш
Шураба́ш — село в Арском районе Татарстана. Входит в состав Новокинерского сельского поселения.

## География
Находится в северо-западной части Татарстана на расстоянии приблизительно 42 км по прямой на север от районного центра города Арск.

## История
Основана в конце XVIII века, упоминалось также как Шишоры, Богашевская Пустошь. В начале XX века уже была построена мечеть.

## Население
Постоянных жителей было: в 1859—335, в 1897—551, в 1908—629, в 1920—689, в 1926—462, в 1938—462, в 1949—325, в 1958—242, в 1970—504, в 1979—452, в 1989—408, 398 в 2002 году (татары 52 %, мари 31 %), 448 в 2010.